# Circumplaudo
Circumplaudo is een in 1987 opgericht Nederlands, van oorsprong als papieren, maandelijks verschijnend literair tijdschrift.
Het werd in zijn papieren vorm in eigen beheer en in een bescheiden oplage uitgegeven door Riet van der Voort en Marijke Scholten te Sassenheim, later is de redactie uitgebreid met Gerard Schoemaker. Zij zorgden zelf voor de opmaak, reproductie en distributie. Het beoogde een platform te zijn voor lokaal literair talent. Circumplaudo heeft als papieren tijdschrift ruim twee jaar bestaan, er zijn in totaal 28 afleveringen verschenen. Circumplaudo is een Latijns woord dat ‘alom met applaus ontvangen’ betekent.
In 2006 is Circumplaudo op initiatief van Ad van der Zwart, eertijds een van de vaste medewerkers van de papieren Circumplaudo, en met medewerking van Marijke Scholten opnieuw opgericht, ditmaal in de vorm van een internet-tijdschrift. Momenteel (2007) wordt de redactie gevormd door Ad van der Zwart, Marijke Scholten en Eric Peterse.
De doelstelling van Circumplaudo is nog steeds dezelfde: het zijn van een literair platform, nu echter voor lokaal talent in heel Nederland, België en omstreken. Circumplaudo vertegenwoordigt geen stroming, tendens of rage en is wars van literair-esthetische doelstellingen. De inhoud van het blad wordt tweemaandelijks vernieuwd.